# Gaius Suetrius Sabinus
Gaius Octavius Appius Suetrius Sabinus war ein hochrangiger römischer Politiker, Senator und Militär, der vor allem in der ersten Hälfte des 3. Jahrhunderts n. Chr. aktiv war.
Sabinus stammte aus Histonium in Samnium. Vor seiner prätorischen Laufbahn war er decemvir stlitibus Iudicandis (um 193/94), quaestor candidatus (um 201), tribunus plebis candidatus (um 203) und praetor de liberalibus causis (um 206). Um 207 war Sabinus Legat in Africa, danach Straßenkurator der Via Latina nova (um 209/210) und iuridicus per Aemiliam et Liguriam (um 210/211). Etwa 211/Frühling 213 war Sabinus Legat der legio XXII Primigenia in Obergermanien. Anschließend begleitete er Kaiser Caracalla als comes und Befehlshaber der Vexillationen (dux vexillationis legionis XI Claudiae) in den Alamannenkrieg (Spätsommer/Herbst 213). Nach dem Feldzug wurde Sabinus Legat von Raetien. Die Statthalterschaft hatte er nur drei Monate inne (Oktober bis Dezember).
Im Jahr 214 wurde Sabinus ordentlicher Konsul. Die Alimentarpräfektur war anscheinend das zweite konsulare Amt des Sabinus (etwa 215/16). Wahrscheinlich übte er gleichzeitig die correctura Italiae aus (er war electus ad corrigendum statum Italiae). Nach seiner Präfektur hatte Sabinus die Statthalterschaft von Pannonia inferior inne. Eine 1848 in der antiken Gegenfestung Transaquincum im heutigen Budapester Stadtteil Pest entdeckte Inschrift nennt ihn in diesem Amt als Stifter eines Altars für die zurückführenden Götter. Bereits im April 217 wurde er vom neuen Kaiser Macrinus zurückgerufen. Aufgrund der Zuschreibung einer anderen Inschrift auf Sabinus ist neben seiner konsularen Statthalterschaft in Pannonia inferior mit einer zweiten konsularen Statthalterschaft zu rechnen. Der Name der betreffenden Provinz ist nicht erhalten. Da Sabinus 217 von Macrinus zurückgerufen wurde, liegt es nahe, dass er die zweite konsulare Provinz nach dem Sturz dieses Kaisers unter Elagabal oder Severus Alexander innehatte, wahrscheinlich noch vor seinem Prokonsulat von Africa um 230. Zum Abschluss seiner Laufbahn wurde Sabinus im Jahr 240 zum zweiten Mal Konsul. Sabinus war sowohl Pontifex als auch Augur und gehörte somit zweien der vier großen Priesterkollegien an.